# Earle Haas
Earle Cleveland Haas (* 6. März 1885 im McPherson County, Kansas, Vereinigte Staaten; † im November 1981) war ein amerikanischer Osteopath. Er ist vor allem als Erfinder des modernen Menstruationstampons (1929) bekannt. Er promovierte 1918 am Kansas City College of Osteopathy und verbrachte zehn Jahre in Colorado als Landarzt. Im Jahre 1928 ging er nach Denver.

## Erfindungen
Haas erfand den elastischen Ring für das Empfängnisverhütungsdiaphragma, für dessen Patent er 50.000 Dollar erhielt, verkaufte Immobilien und war der Präsident eines Unternehmens, das Antiseptika herstellte.
Haas erzählte, er wolle etwas Besseres als „Stoffläppchen“ erfinden, die seine Frau und andere Frauen tragen mussten. Die Idee zu Tampons kam ihm durch eine Freundin in Kalifornien, die einen Schwamm in der Vagina benutzte, um Menstruationsblutungen zu absorbieren. Er entwickelte einen Stopfen aus Baumwolle, der mit Hilfe von zwei Kartonröhren eingeführt werden musste; er wollte, dass die Frau die Baumwolle nicht berühren musste.
Es gelang ihm nicht, jemanden für seine Erfindung zu interessieren (einschließlich des Unternehmens Johnson & Johnson). Er verkaufte schließlich am 16. Oktober 1933 das Patent und die Marke für 32.000 Dollar an Gertrude Tendrich, eine Geschäftsfrau aus Denver. Sie gründete das Unternehmen „Tampax“ und war dessen erste Präsidentin. Tendrich produzierte ihre ersten Tampax-Tampons zuhause, mit einer Nähmaschine und Haas’ Stampfmaschine. Tampons nach dem Entwurf von Haas wurden erstmals 1936 in den USA verkauft.
Die Londoner Zeitung Sunday Times nannte 1969 Haas einen der „1000 Entwickler des 20. Jahrhunderts“.
Nachdem die Rechte am Tampon verkauft wurden, kehrte Haas in seine Arztpraxis zurück und beschäftigte sich weiter mit verschiedenen Geschäften. Er bedauerte später den Rechteverkauf, aber er freute sich, dass seine Erfindung Erfolg hatte. Bis an sein Lebensende versuchte er den Tampon weiter zu verbessern. Er starb 1981 mit 96 Jahren.